# Cryphoeca silvicola
Cryphoeca silvicola là một loài nhện trong họ Hahniidae.